# К'яра Леоне
К'яра Леоне (15 червня 1998 , Райнфельден, Ааргау ) — швейцарська стрільчиня, олімпійська чемпіонка 2024 року.

## Виступи на Олімпіадах
| Олімпіада  | Дисципліна                            | Місце |
| ---------- | ------------------------------------- | ----- |
| Париж 2024 | гвинтівка з трьох положень, 50 метрів | 1     |

## Зовнішні посилання
- К'яра Леоне на сайті ISSF (англійська)
- К'яра Леоне на сайті Olympics.com (англійська)